# Iàblotxne
Iàblotxne (en (ucraïnès): Яблочне) és un poble de la República Autònoma de Crimea a Ucraïna, que el 2014 tenia 201 habitants. Pertany al districte de Bilogorsk.